# 위전 (배우)
위전(중국어: 于震, 병음: Yú Zhèn, 한자음: 우전, 1975년 5월 10일~)은 중화인민공화국의 배우이다. 1999년 영화 《나는 긴 머리가 휘날리는게 좋아》를 통해 배우 활동을 시작했다.

## 출연 작품

### 텔레비전 드라마
- 2001년 중안6조 - 뤄촨 역
- 2007년 5호 특공조 - 마윈페이 역
- 2009년 동방홍 1949 - 장쉬 역
- 2017년 열혈군기 - 두웨성 역

### 영화
- 1999년 나는 긴 머리가 휘날리는게 좋아 - 비청 역
- 2012년 일구사이 - 장딩원 역
- 2014년 태평륜 - 류즈칭 역